# Dampfiella prostrata
Dampfiella prostrata är en kvalsterart som beskrevs av Aoki 1965. Dampfiella prostrata ingår i släktet Dampfiella och familjen Dampfiellidae. Inga underarter finns listade i Catalogue of Life.